# کارلوس لونا
کارلوس لونا (انگلیسی: Carlos Luna؛ زادهٔ ۱۷ ژانویهٔ ۱۹۸۲) بازیکن فوتبال اهل آرژانتین است.
از باشگاه‌هایی که در آن بازی کرده‌است می‌توان به باشگاه فوتبال ریور پلاته، باشگاه فوتبال اتلتیکو تیگره، باشگاه فوتبال ال‌دی‌یو کیتو، باشگاه فوتبال الچه، باشگاه فوتبال روساریو سنترال، و باشگاه فوتبال راسینگ کلوب آویاندا اشاره کرد.